# Palais de Mchatta

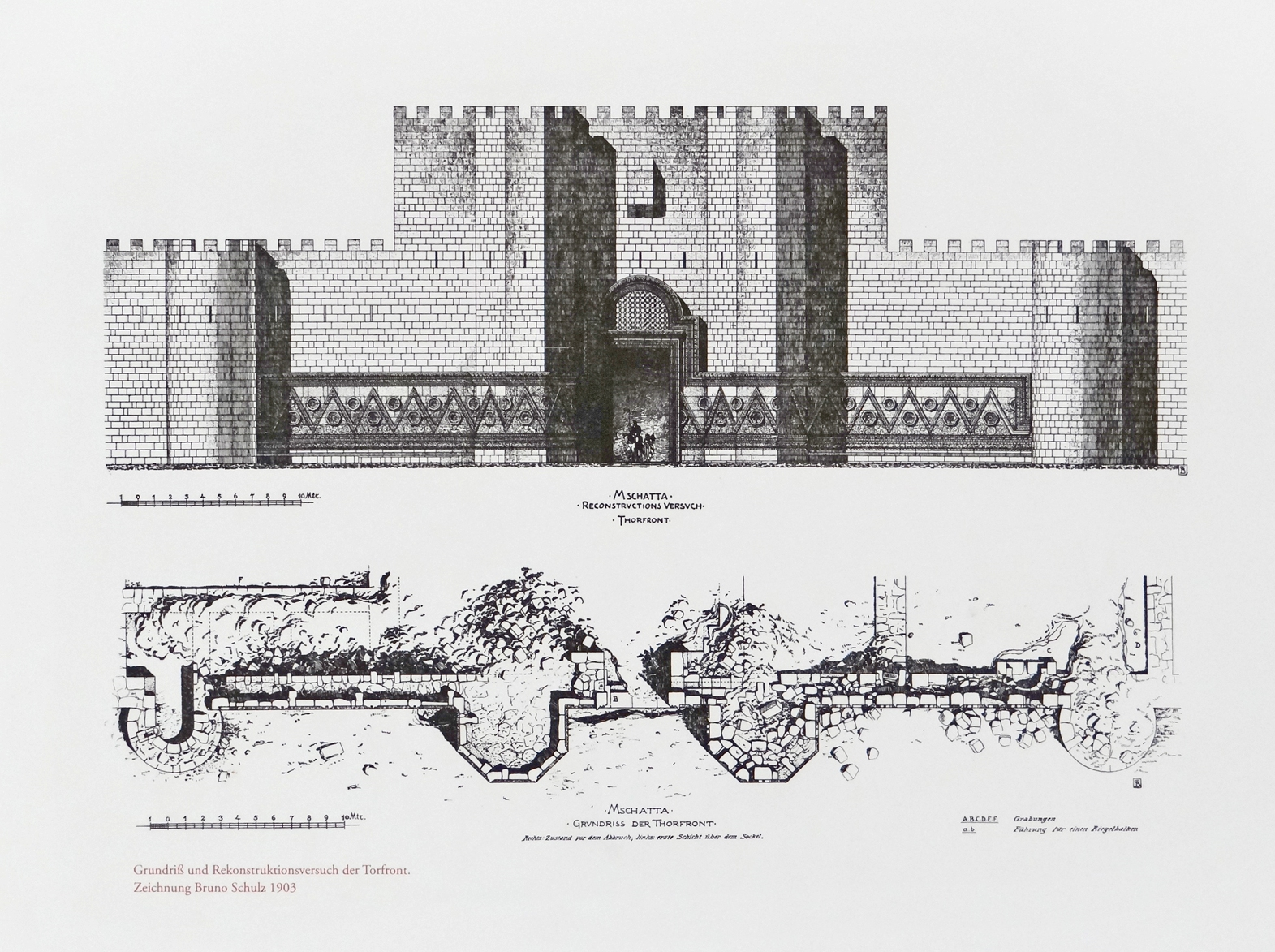
Plan et reconstitution de la façade du palais. Musée d'Art islamique de Berlin.

Le palais de Mchatta, ou Mushatta (de l'arabe : قصر المشتى , Qaṣr Mshattā ) est un des « châteaux arabes Omeyyades » de Syrie et de Jordanie. Il est situé à environ 32 kilomètres au sud-est d'Amman. La construction de l'édifice est attribuée au calife omeyyade al-Walid II, neveu d'Hicham ibn Abd al-Malik, en 744.
Les quatre côtés, d'un périmètre de 144 mètres, sont entourés de 25 petites tours à plan semi-circulaire. Le projet de la construction a fait l'objet d'une longue controverse : devait-on l'attribuer aux Sassanides, qui étaient en opérations militaires dans cette zone au cours des interminables guerres contre les Byzantins durant le VIe siècle apr. J.-C., aux Ghassanides ou bien encore aux Lakhmides ? Finalement, les experts retiennent généralement que la construction a été projetée et réalisée à l'époque omeyyade.
Les vestiges du palais furent découverts en 1840. La façade fut donnée par le sultan ottoman Abdul Hamid II à l'empereur allemand Guillaume II. L'œuvre fut installée dans ce qu'on appelait à l'époque le Kaiser-Friedrich-Museum, aujourd'hui dénommé Bode-Museum (musée de Bode) de Berlin en 1903. Elle fut déplacée en 1932 et reconstruite au musée de Pergame de Berlin, puis fut sévèrement endommagée durant la Seconde Guerre mondiale, lors des bombardements alliés de la dernière phase du conflit.
Aujourd'hui, la façade du palais de Mchatta, reconstituée sur 33 mètres de long et 5 m de haut, avec deux tours, constitue une des plus spectaculaires dotations muséogaphiques du musée d'Art islamique de Berlin (Museum für Islamische Kunst) du musée de Pergame (Pergamon Museum)).
Le site a été inscrit sur la liste indicative au patrimoine mondial de l'Unesco depuis 2001. 